# Air Europa

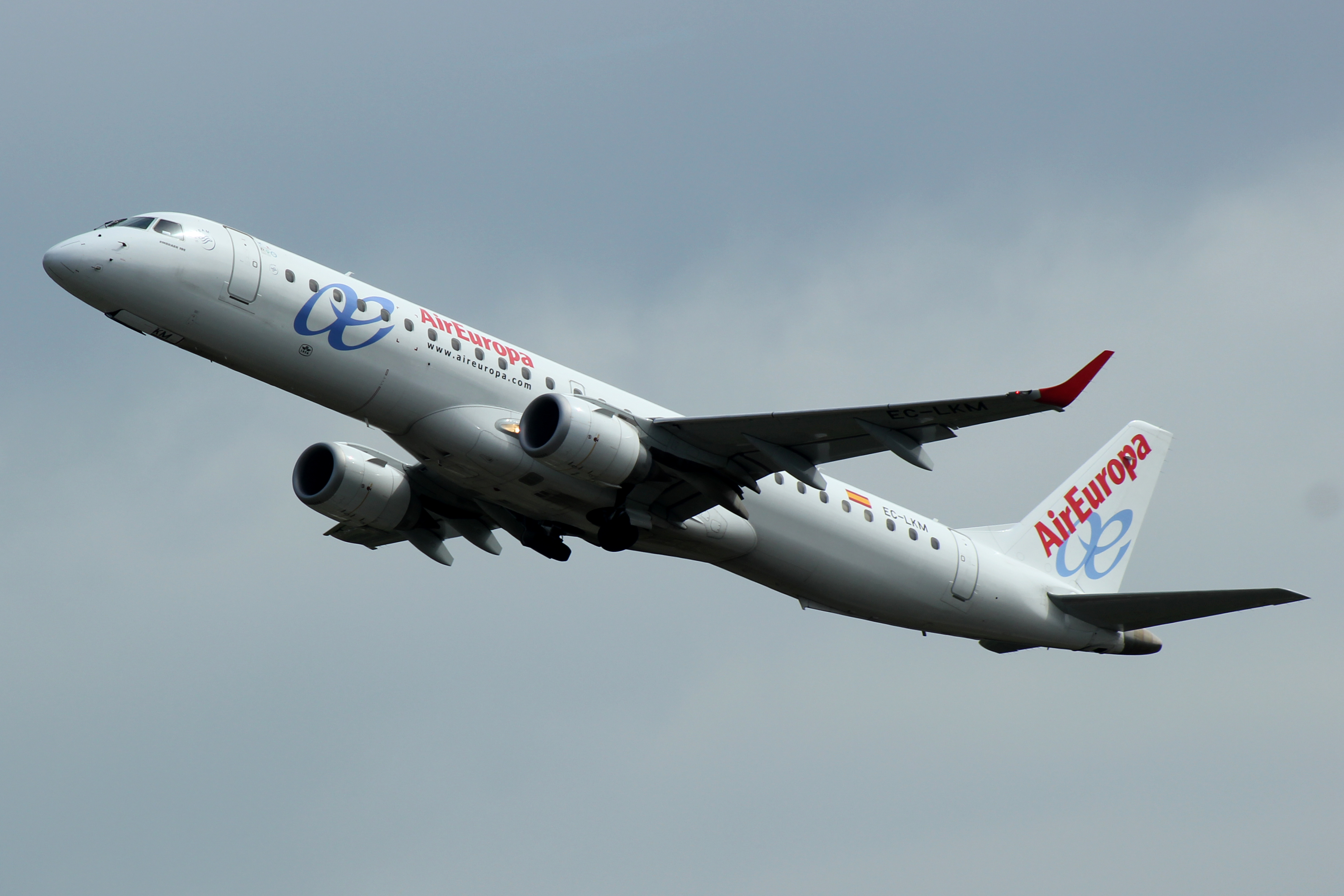

'Air Europa Líneas Aéreas, S.A.U. là hãng hàng không thuộc sở hữu của Tây Ban Nha và là hãng hàng không lớn thứ ba sau Iberia và Spannair. Hiện nay hãng có tổng hành dinh tại Centro Empresarial Globalia tại Llucmajor, Tây Ban Nha.Hiện nay hãng cũng bay phục vụ các dịch vụ chuyên chở hành khác giữa quần đảo Canary và Thụy Điển là Sân bay Stockholm-Arlanda và Sân bay Gothenburg-Landvetter. Hiện nay, hãng còn có các tour du lịch ở khu vực phía Bắc và Nam châu Âu, quần đảo Canary và đồng thời đảo Balearic. Ngoài ra, hãng còn có các chuyến bay ngắn nội địa và các chuyến bay đường dai có lịch trình bay phục vụ giữa Tây Ban Nha và Nam Mỹ hay Tây Ban Nha và Bắc Mỹ. Hiện giờ, hãng có cơ sở chính tại Sân bay Palma de Mallorca, Palma de Mallorca.
Hãng được sở hữu 100% của công ty Globolia, một công ty du lịch có giám đốc là Juan Jose Hidalgo. Tính tới tháng 9 năm 2007, hãng được công nhân là thành viên của liên minh hàng không Skyteam

## Lịch sử
Air Europa hoạt động chính thức vào năm 1986 với tên gọi là Air España SA. Lúc đó, hãng là một phần của British ILG-Air Europe Group và thuộc sở hữu 75% của ngân hàng Tây Ban Nha. Hãng có màu sơn giống với Air Europe nhưng tên hiệu lại là Air Europa. Tất cả các máy bay của hãng lúc đó được đăng ký tại Tây Ban Nha và chuyên phục vụ các chuyến bay phục vụ giữa Địa Trung Hải và các thành phố ở châu Âu bằng một dòng máy bay boeing B737-300. Hãng là hãng hàng không đầu tiên phục vụ các chuyến theo quốc gia dự kiến và ngoài ra, các chuyến bay cho thuê cũng là một phần kinh doanh chính của Air Europa.
Khi ILG ngưng hoạt động năm 1991, Air Europa lại mang đến lợi nhuận với đội bay Boeing B737 lớn hon. Hãng đã ký một thỏa thuận nhượng quyền thương mại trong tháng 1 năm 1998 với Iberia, nhưng điều này đã bị giải thể. Hãng bây giờ là thuộc sở hữu của Globalia Corporacion Empresarial SA. Vào cuối những năm 1990, Boeing 737-800 máy bay phản lực đã được giới thiệu cùng với một màu sơn và nội thất mới. Tháng 6 năm 2005, hãng đã được công bố trong số bốn thành viên tương lai liên kết của liên minh SkyTeam, tham gia vào năm 2006. Tuy nhiên, ngày tham gia đã bị hoãn lại, và hãng cũng đã trở thành một thành viên vào ngày 1 tháng 9 năm 2007. Air Europa có công ty mẹ cho Air Dominicana, hãng vận chuyển mới của Cộng hòa Dominica, cho đến khi hãng phải tuyên bố phá sản vào ngày 21 tháng 9 năm 2009.

## Các điểm đến
Hiện nay, hãng phục vụ 44 điểm bay giữa 3 châu lục với trạm trung chuyển chính ở Sân bay quốc tế Madrid Barajas.
Chủ đề chính: Các điểm đến của Air Europa

### Liên danh
Hiện nay, hãng có hợp đồng liên danh với hầu hết các hãng hành không có cùng liên minh

## Đội bay

### Đội bay hiện tại
Tính tớ tháng 5 năm 2011, đội bay của Air Europa có tuổi thọ trung bình là 7,3 tuổi

### Đội bay cũ
Air Europa đã phục vụ các chiếc máy bay sau

## Các tai nạn
Ngày 27 tháng 10 năm 2007, một chiếc máy bay B737-800 thuê từ Liên Hợp Quốc đã gặp tai nạn và phá hủy hàng chục đèn hạ cánh khi tìm cách tiếp cận xuống sân bay Warsaw tại Ba Lan. Theo thông báo, không có hành khách nào bị thương. Và đồng thời chiếc máy bay bị phá hủy nặng nề ở phần động cơ và thân.